# Ratolí marsupial de ventre vermell
El ratolí marsupial de ventre vermell (Phascolosorex doriae) és una espècie de marsupial de la família dels dasiúrids. És endèmic d'Indonèsia. El seu hàbitat natural són els boscos secs tropicals o subtropicals.